# Dolmen de Locqueltas
Le dolmen de Locqueltas est un dolmen situé à Locoal-Mendon, dans le Morbihan en France.

## Historique
Le monument a été exploré en 1899 par Zacharie Le Rouzic puis restauré par lui-même en 1924. Le dolmen est classé au titre des monuments historiques par arrêté du 24 octobre 1921.

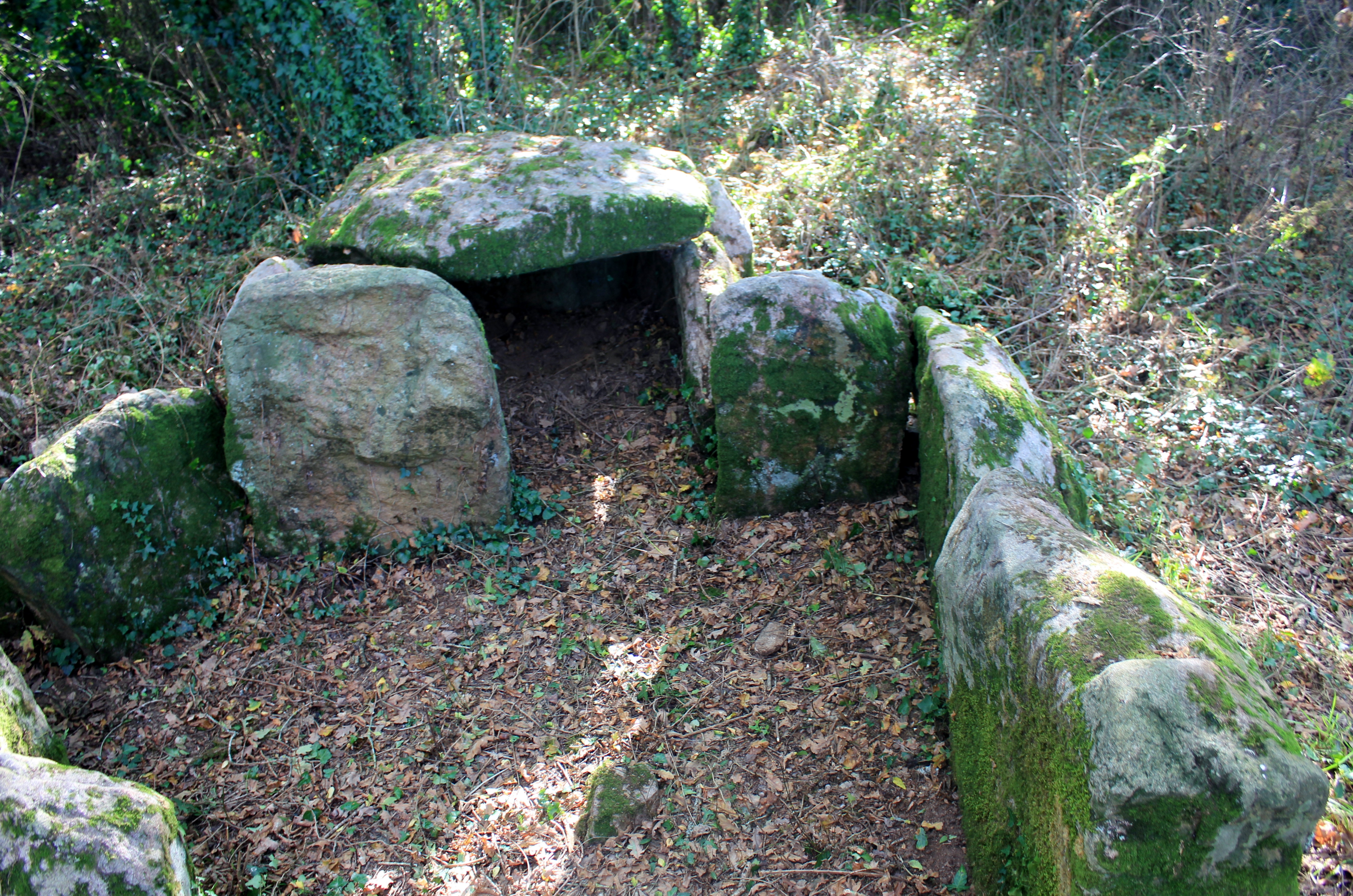
Cellule latérale sud.

## Description
Le dolmen est du type dolmen à couloir. Il est orienté est/sud-est. Il mesure 6,30 m de longueur. Le couloir mesure 3,70 m de long pour une largeur d'environ 0,90 m. La chambre est de forme rectangulaire (2,60 m sur 2,20 cm), légèrement évasée à la jonction couloir-chambre. La chambre comporte deux cellules latérales, côtés nord et sud, accessibles par un étroit passage. Il ne reste que deux tables de couverture : une au bout du couloir côté chambre et une sur la cellule latérale sud.
Le Rouzic y recueillit des tessons de céramiques campaniformes et des silex taillés.